# Il'ja Frolov
Il'ja Michajlovič Frolov (in russo Илья Михайлович Фролов?; Samara, 4 aprile 1984) è un pentatleta russo.

## Palmarès
In carriera ha conseguito i seguenti risultati:
- Mondiali:

Berlino 2007: argento nell'individuale.
Budapest 2008: oro nell'individuale e nella gara a squadre.
Mosca 2011: oro nella gara a squadre.
Kaohsiung 2013: argento nella gara a squadre, bronzo nella staffetta.
- Europei

Budapest 2006: bronzo nella gara a squadre.
Riga 2007: oro nella gara a squadre.
Mosca 2008: oro nella gara a squadre, argento nell'individuale.
Lipsia 2009: argento nell'individuale.
Medway 2011: oro nella gara a squadre.
Sofia 2012: oro nella gara a squadre e nella staffetta.
Székesfehérvár 2014: oro nella staffetta, argento nell'individuale.